# Bromuro de hexadeciltrimetilamonio
El Bromuro de hexadeciltrimetilamonio o Bromuro de cetiltrimetilamonio ((C16H33)N(CH3)3Br) es una sal de amonio cuaternario, uno de cuyos grupos alquilo es de gran longitud, con actividad detergente. Se le conoce también por las siglas CTAB, del inglés  Cetyl Trimethyl Ammonium Bromide.
Es un surfactante catiónico. Sus usos incluyen la utilización como solución tamponante para la extracción de ADN. Y es uno de los compuestos del antiséptico tópico Cetrimide. El catión cetiltrimetilamonio es un agente antiséptico efectivo contra bacterias y hongos.
Como cualquier otro surfactante forma micelas en solución acuosa. A 303 K (30 °C) forma micelas con un número de agregación de 75-120 (según el método de determinación, normalmente con una media de ~95) y un grado de ionización α (carga fracional) de 0,2 - 0,1 (de baja a alta concentración).
Otros compuestos relacionados químicamente, como el cloruro de cetiltrimetilamonio y el estearato de cetiltrimetilamonio se usan, además, como antiséptico tópico y se pueden encontrar en diversos productos de uso doméstico como champús y cosméticos.
El CTAB es un detergente catiónico que tiene la propiedad de precipitar ácidos nucléicos y polisacáridos ácidos en soluciones de baja concentración iónica. Bajo estas condiciones las proteínas y los polisacáridos neutros permanecen en solución. 
En soluciones de alta concentración iónica el CTAB forma complejos con las proteínas y polisacáridos pero no precipita ácidos nucleicos. Por esta razón es especialmente útil para precipitar ADN genómico de organismos que producen grandes cantidades de polisacáridos como las plantas y algunas bacterias Gram negativas (incluyendo algunas cepas de E. coli.
Actualmente se utiliza en áreas como la nanociencia en la síntesis de nanopartículas con crecimiento anisotrópico tales como por ej: Nanorods. También se emplea para estabilizar nanovesículas como parte del proceso DELOS-SUSP